# James Franck
James Franck (n. 26 august 1882, Hamburg, Imperiul German – d. 21 mai 1964, Göttingen, RFG) a fost un fizician american de origine germană, laureat al Premiului Nobel pentru Fizică în 1925, pentru descoperirea legilor care guvernează impactul dintre un electron și un atom.

## Biografie

### Educație
După ce a urmat cursurile școlii Wilhelm Gymnasium, acesta a studiat în mare parte chimie timp de un an la Universitatea din Heidelberg iar apoi a studiat fizica la Universitatea din Berlin unde i-a avut drept profesori principali pe Emil Warburg și Paul Drude. James Franck a obținut doctoratul în filosofie la Berlin în anul 1896. Acesta s-a întors la Berlin pentru a deveni asistentul lui Heinrich Rubens. În 1911 a obținut “Venia Legendi” (permisiunea de a preda) pentru fizică în vederea predării la Universitatea din Berlin și a rămas acolo până în anul 1918 (cu o pauză datorată războiului în care printre altele a fost decorat cu Crucea de Fier clasa I)

### După Primul război mondial
După Primul Război Mondial, acesta a fost numit membru și coordonator al diviziei de fizică la Institutul de Fizică Kaiser Wilhelm din Berlin-Dahlem. În 1920, Franck devine profesor de fizică experimentală și director al celui de-al doilea Institut pentru Fizică Experimentală la Universitatea din Göttingen. Între anii 1920-1933, când Göttingen devine un important centru pentru fizică cuantică, Franck a cooperat îndeaproape cu Max Born, care a și condus Institutul pentru Fizică Teoretică. S-a întâmplat în Göttingen atunci când Franck și-a dat seama că este un profesor foarte talentat, adunând în jurul lui și oferind inspirație unui cerc de studenți și colaboratori (printre ei: Blackett, Condon, Kopfermann, Kroebel, Maier-Leibnitz, Oppenheimer și Rabinovich), care mai târziu vor deveni faimoși în propriile domenii.

### Statele Unite ale Americii
După ce regimul nazist a preluat puterea în Germania, Franck și familia sa s-au mutat în Baltimore, U.S.A, unde a fost invitat să predea ca profesor la Universitatea Johns Hopkins. Apoi a mers la Copenhaga, Danemarca, ca profesor invitat (oaspete) pentru un an. În 1935, s-a întors în Statele Unite ca profesor la Universitatea Johns Hopkins, plecând de acolo în 1938 după acceptarea unui post în chimie fizică la Universitatea din Chicago. În timpul celui de-al Doilea Război Mondial, Franck a fost director al Diviziei de Chimie al Laboratorului Metalurgic de la Universitatea din Chicago, care a și fost centrul „mecanic” al Proiectului Manhattan. 

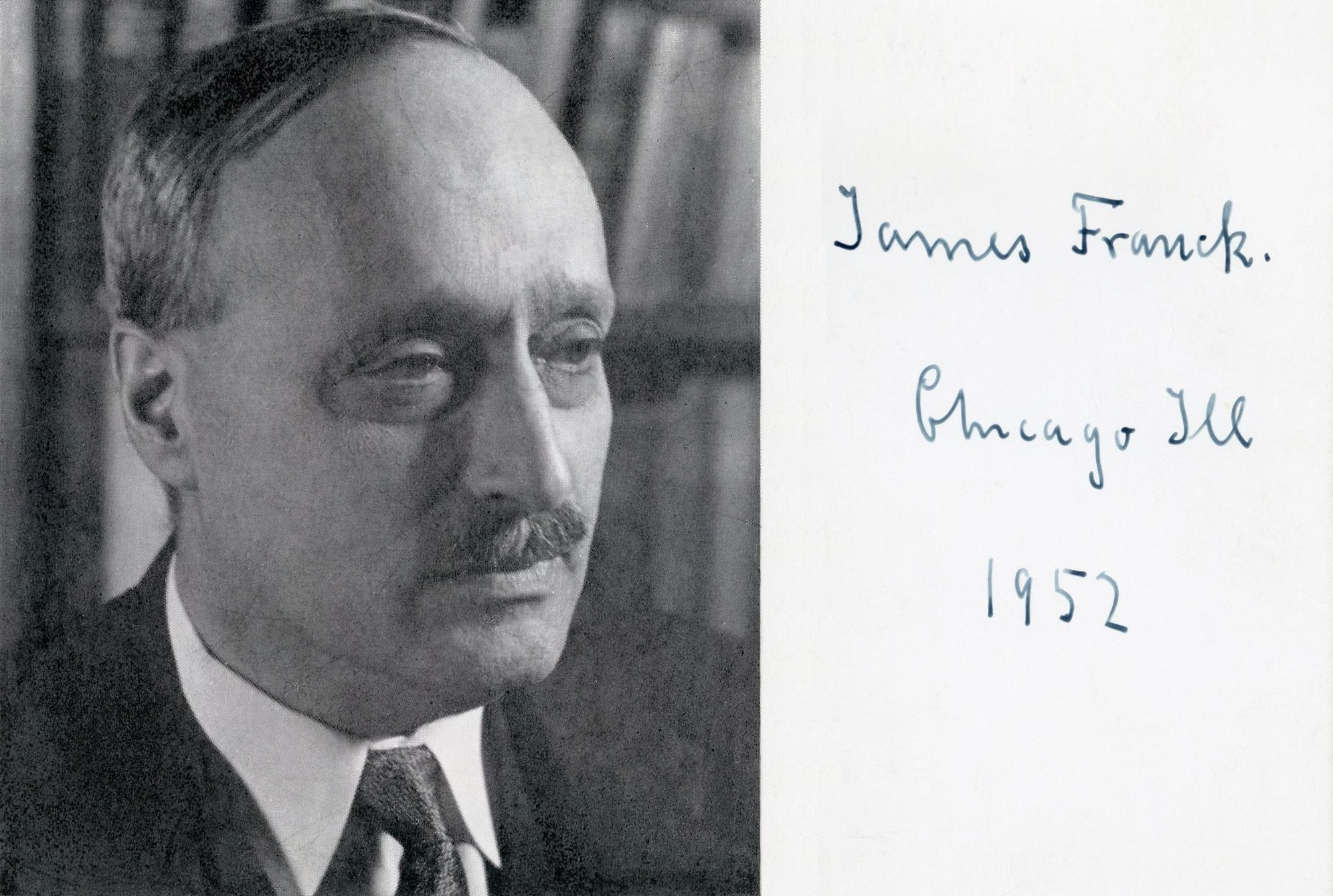
James Franck, Chicago 1952

În 1947, la vârsta de 65 de ani, Franck a fost numit profesor emerit la Universitatea din Chicago, însă a continuat să lucreze la Universitate drept Coordonator al Grupului de Cercetare al Fotosintezei până în 1956.
În timpul șederii în Berlin, principalul domeniu al Profesorului Franck a fost cinetică electronilor, atomilor și moleculelor. Primele cercetări ale sale au constat în, conductivitatea electricității prin gaze (mobilitatea ionilor în gaze). Mai târziu, împreună cu Hertz, acesta a investigat comportamentul electronilor liberi în diferite gaze, în mod special impacturile inelastice ale electronilor care în cele din urmă au condus la dovedirea experimentală a unor concepte ale teoriei atomice ale lui Bohr și pentru care au și primit Premiul Nobel în 1925. Multe din investigațiile lui Franck au fost conduse de colaboratori și studenți, investigații care de asemenea erau dedicate problemelor fizicii atomilor, cele privind schimbul de energie dintre atomii excitați.
În timpul perioadei sale la Göttingen, cele mai multe studii ale sale au fost dedicate gazelor fluorescente și vaporilor. În 1925, acesta a propus un mecanism pentru a explica observațiile sale de disociere  fotochimica a moleculelor de iod. Tranzițiile electronice de la o stare normală la o stare de vibrație mai mare, apar atât de rapid încât, el a sugerat că poziția și viteza de mișcare a nucleului nu suferă o schimbare semnificativă în proces. Acest mecanism propus a fost mai târziu dezvoltat de E. U. Condon într-o teorie ce permitea cea mai favorabilă prezicere a tranzițiilor vibraționale într-un sistem de bandă, conceptul fiind cunoscut ca principiul Franck-Condon.
Trebuie menționat curajul profesorului Franck din punct de vedere moral. Acesta a fost primul care s-a opus public împotriva problemelor privind legile rasiale din Germania. Și-a dat demisia de la Universitatea din Göttingen în 1933 în semn de protest împotriva regimului nazist controlat de Adolf Hitler. În 1945 (cu două luni înainte de Hiroshima), s-a alăturat unui grup de oameni de știință atomică în pregătirea așa-numitului „Raportul Franck” la Departamentul de Război, sugerând o demonstrație deschisă a unei arme nucleare în localitățile nelocuite ca o alternativă la decizia militară de a folosi arma fără avertisment în războiul împotriva Japoniei. Acest raport, deși nu a atins obiectivul principal, încă este considerat ca un monument al dezaprobării în vederea utilizării științei în scopuri distructive.

### Recunoaștere
Pe lângă Premiul Nobel, profesorul Franck a primit în 1951 Medalia Max Planck a Societății Germane de Fizică și a fost onorat în 1953 de universitatea orașului Göttingen, care l-a numit cetățean de onoare. În 1955, a primit medalia Rumford a Academiei Americane de Arte și Științe pentru munca să la fotosinteză, un subiect cu care a devenit treptat mai preocupat în timpul șederii în Statele Unite. În 1964, profesorul Franck a fost ales Membru de Onoare al Societății Regale în Londra.pentru contribuțiile sale în a înțelege schimburile de energie ce au loc în timpul coliziunilor atomilor, la interpretarea spectrelor moleculare, precum și la problemele de fotosinteză.

## Viață personală
Prima căsătorie a lui Franck a fost în 1911 cu Ingrid Josefson de Göteborg, în Suedia, având cu aceasta două fiice, Dagmar și Lisa. Câțiva ani după moartea primei soții, s-a recăsătorit în 1946 cu Hertha Sponer, profesoară de fizică la Universitatea Duke din Durham, Carolina de Nord (SUA).
Profesorul Franck a murit în Germania pe data de 21 mai 1964, în timpul unei vizite în Göttingen.